# Автомагістраль М6 платна (Велика Британія)
Автомагістраль M6 платна, яка на знаках згадується як Midland Expressway (спочатку називалась Birmingham Northern Relief Road або BNRR), і стилізована як M6toll, з’єднує M6 сполучається на розв'язці Колсхілл з M6 сполучає 11A у Вулвергемптоні впродовж 43 кілометрів шестисмуговою автомагістраллю.
Платна M6 — це єдина велика платна дорога у Великій Британії, яка має дві платіжні зони: Грейт Вірлей термінал оплати для північного напрямку та термінал оплати Уіфорда для південного напрямку. Платний пункт, що прямує на північ, розташований між розв’язками T6 і T7, а південний – між розв’язками T4 і T3. Готівкова вартість у будні становить 8,20 фунтів стерлінгів для автомобіля та 13,80 фунтів стерлінгів для великовантажних транспортних засобів.
Маршрут платної M6 є частиною (не позначеної у Великобританії) європейського шляху E05 і підлягає тим самим правилам і контролю, що й інші автомагістралі у Великобританії. Вона має одну станцію технічного обслуговування "Norton Canes" вздовж 43 км.

## Історія
Пропозиції щодо нової автомагістралі, що фінансується державою, були поширені в 1980 році. Спочатку вона мала називатися A446(M). Бірмінгемська північна допоміжна дорога (BNRR) і була розроблена для полегшення зростаючих заторів на M6 через Бірмінгем і Чорну країну в Англії, а також для покращення дорожнього сполучення з сусідніми частинами Стаффордшир і Північний Уорікшир. Це була найбільш завантажена ділянка M6, перевозячи до 180 000 транспортних засобів на день, тоді як вона була розроблена для перевезення лише 72 000.
У 1980 році було запропоновано п’ять альтернативних маршрутів, а в 1986 році було опубліковано бажаний маршрут. У 1989 році було проведено громадське розслідування щодо автомагістралі, що фінансується державою.
У 1989 році було оголошено, що він буде побудований приватним шляхом, і відбувся конкурс, який в 1991 році виграла компанія "Midland Expressway Ltd". Контракт передбачав 53-річну концесію на будівництво та експлуатацію дороги як ранню форму державно-приватного партнерства з оператором, який оплачує будівництво та окупає свої витрати шляхом встановлення та збору плати за проїзд, що передбачає 3-річний період будівництва, після чого 50 років експлуатації. Наприкінці цього періоду інфраструктура буде повернута уряду. Ставки плати за проїзд встановлюються на розсуд оператора кожні шість місяців, і немає обмежень на стягувані ставки.

### Історичні ставки плати
Денні готівкові ціни на різні класи транспортних засобів з моменту відкриття:
| Дата введення  | 1 клас (мотоцикл) | 2 клас (автомобіль) | 3 клас (Авто з причепом) | 4 клас (фургон) | 5 клас (вантажівка) |
| -------------- | ----------------- | ------------------- | ------------------------ | --------------- | ------------------- |
| 9 грудня 2003  | £1,00             | £2,00               | £5,00                    | £5,00           | £10,00              |
| 23 липня 2004  | £1,00             | £2,00               | £5,00                    | £5,00           | £6,00               |
| 16 серпня 2004 | £2,00             | £3,00               | £6,00                    | £6,00           | £6,00               |
| 14 червня 2005 | £2,50             | £3,50               | £7,00                    | £7,00           | £7,00               |
| 1 січня 2008   | £2,50             | £4,50               | £8,00                    | £9,00           | £9,00               |
| 1 січня 2009   | £2,70             | £4,70               | £8,40                    | £9,40           | £9,40               |
| 1 березня 2010 | £2,70             | £5,00               | £9,00                    | £10,00          | £10,00              |
| 1 березня 2011 | £3,00             | £5,30               | £9,60                    | £10,60          | £10,60              |
| 1 березня 2012 | £3,00             | £5,50               | £10,00                   | £11,00          | £11,00              |
| 7 серпня 2017  | £3,00             | £5,90               | £10,00                   | £11,00          | £11,00              |
| 8 липня 2021   | £3,30             | £7,00               | £10,70                   | £12,30          | £12,60              |
| 22 серпня 2022 | £3,70             | £7,60               | £11,60                   | £13,30          | £13,80              |

На використання бирки діє знижка 5%. Оренда однієї бирки зараз коштує 1,00 фунтів стерлінгів на місяць. Крім того, щомісячна адміністративна плата у розмірі £2,00 стягується, якщо користувач бажає отримати поштову виписку. 

## Плата за проїзд

### Ціни (з 13 січня 2023)
| Клас транспортного засобу                         | Будній день        | Будній день        | Будній день                           | Будній день                           | Будній день       | Будній день       | Вихідні                 | Вихідні                | Вихідні                | Вихідні                |
| Клас транспортного засобу                         | День (07:00–19:00) | День (07:00–19:00) | Поза піком (05:00–7:00) (19:00-23:00) | Поза піком (05:00–7:00) (19:00-23:00) | Ніч (23:00–05:00) | Ніч (23:00–05:00) | День (05:00–23:00)      | День (05:00–23:00)     | Ніч (23:00–05:00)      | Ніч (23:00–05:00)      |
| Клас транспортного засобу                         | Магістральний      | Сполучення         | Магістральний                         | Сполучення                            | Магістральний     | Сполучення        | Магістральний           | Сполучення             | Магістральний          | Сполучення             |
| ------------------------------------------------- | ------------------ | ------------------ | ------------------------------------- | ------------------------------------- | ----------------- | ----------------- | ----------------------- | ---------------------- | ---------------------- | ---------------------- |
| Клас 1 (наприклад, мотоцикл)                      | £4,00              | £3,00              | £3,90                                 | £2,90                                 | £3,60             | £2,60             | £4,00 фунтів стерлінгів | 3,60 фунтів стерлінгів | 2,60 фунтів стерлінгів |                        |
| Клас 2 (наприклад, автомобіль)                    | £8,20              | £5,80              | £8,20                                 | £5,80                                 | £7,00             | £5,50             | £8,20                   | £5,80                  | 7,00 фунтів стерлінгів | £5,50                  |
| Клас 3 (наприклад, автомобіль і причіп)           | £12,10             | £8,70              | £12,10                                | £8,70                                 | £11,10            | £8,40             | £11,90                  | £8,70                  | £11,10                 | 8,40 фунтів стерлінгів |
| Клас 4 (наприклад, фургон або будинок на колесах) | £14,30             | £12,30             | £14,30                                | £12,30                                | £13,00            | £11,20            | £13,60                  | £11,60                 | £13,00                 | £11,60                 |
| 5+ клас (напр вантажівка або міжміський автобус)  | £14,90             | £13,20             | £14,90                                | £13,20                                | £13,50            | £11,80            | £14,40                  | £13,10                 | £13,50                 | £11,80                 |

Дорожні збори можна сплатити за допомогою кредитної / дебетової картки або заздалегідь за допомогою картки M6. Оплата готівкою не приймається.
Транспортні засоби класифікуються в електронних пунктах оплати за кількість коліс, кількість осей і висоту на першій осі. Таким чином, транспортні засоби з причепами стягуються додатково, а деякі великі моделі 4x4 класифікуються як фургони.

## Особливості
M6 Toll має кілька проміжних розв’язок, і деякі спочатку були розроблені, щоб обмежити доступ, щоб перешкодити місцевому руху. Подібно до сучасних платних доріг у континентальній Європі, M6 Toll все ще використовує пункти збору, незважаючи на те, що багато інших платних плат у Великобританії переходять на електронний збір плати (ETC) або їх скасовано.
Будівництво автомагістралі загрожувало відновленню Лічфілдського каналу, який перерізав трасу автомагістралі. Фонд відновлення каналів Лічфілд і Хатертон проводив кампанію та збирав кошти на будівництво акведука, щоб перевести канал через автостраду. Акведук було завершено, але канал ще не дійшов до нього, що надає йому дивного вигляду, відомого деяким місцевим жителям як «Міст скелелазного лемінга».